# Halle-Ingooigem 2014
La 67e édition de Halle-Ingooigem a eu lieu le 25 juin 2014. La course fait partie du calendrier UCI Europe Tour 2014 en catégorie 1.1.

## Présentation

### Équipes
Classé en catégorie 1.1 de l'UCI Europe Tour, Halle-Ingooigem est par conséquent ouvert aux UCI ProTeams dans la limite de 50 % des équipes participantes, aux équipes continentales professionnelles, aux équipes continentales et aux équipes nationales.
Vingt-deux équipes participent à cet Halle-Ingooigem - cinq ProTeams, quatre équipes continentales professionnelles, douze équipes continentales et une équipe nationale :
| UCI ProTeams            | UCI ProTeams | UCI ProTeams |
| Nom de l'équipe         | Pays         | Code         |
| ----------------------- | ------------ | ------------ |
| FDJ.fr                  | France       | FDJ          |
| Giant-Shimano           | Pays-Bas     | GIA          |
| Lotto-Belisol           | Belgique     | LTB          |
| Omega Pharma-Quick Step | Belgique     | OPQ          |
| Trek Factory Racing     | États-Unis   | TFR          |

| Équipe nationale             | Équipe nationale | Équipe nationale |
| Nom de l'équipe              | Pays             | Code             |
| ---------------------------- | ---------------- | ---------------- |
| Équipe nationale de Belgique | Belgique         | BEL              |

| Équipes continentales professionnelles | Équipes continentales professionnelles | Équipes continentales professionnelles |
| Nom de l'équipe                        | Pays                                   | Code                                   |
| -------------------------------------- | -------------------------------------- | -------------------------------------- |
| Androni Giocattoli-Venezuela           | Italie                                 | AND                                    |
| Cofidis                                | France                                 | COF                                    |
| Topsport Vlaanderen-Baloise            | Belgique                               | TSV                                    |
| Wanty-Groupe Gobert                    | Belgique                               | WGG                                    |

| Équipes continentales                     | Équipes continentales | Équipes continentales |
| Nom de l'équipe                           | Pays                  | Code                  |
| ----------------------------------------- | --------------------- | --------------------- |
| 3M                                        | Belgique              | MMM                   |
| An Post-ChainReaction                     | Irlande               | SKT                   |
| Josan-To Win                              | Belgique              | JTW                   |
| Roubaix Lille Métropole                   | France                | RLM                   |
| Stuttgart                                 | Allemagne             | SGT                   |
| Sunweb-Napoleon Games                     | Belgique              | SUN                   |
| T.Palm-Pôle Continental Wallon            | Belgique              | PCW                   |
| Telenet-Fidea                             | Belgique              | TFC                   |
| Vastgoedservice-Golden Palace Continental | Belgique              | VGS                   |
| Veranclassic-Doltcini                     | Belgique              | VER                   |
| Verandas Willems                          | Belgique              | WIL                   |
| Wallonie-Bruxelles                        | Belgique              | WBC                   |

## Classement final
|    | Coureur             | Pays     | Équipe                      |    | Temps           |
| -- | ------------------- | -------- | --------------------------- | -- | --------------- |
| 1  | Arnaud Démare       | France   | FDJ.fr                      | en | 4 h 39 min 19 s |
| 2  | Kris Boeckmans      | Belgique | Lotto-Belisol               | +  | m.t             |
| 3  | Michael Van Staeyen | Belgique | Topsport Vlaanderen-Baloise |    | m.t             |
| 4  | Nikolas Maes        | Belgique | Omega Pharma-Quick Step     |    | m.t             |
| 5  | Baptiste Planckaert | Belgique | Roubaix Lille Métropole     |    | m.t             |
| 6  | Louis Verhelst      | Belgique | Cofidis                     |    | m.t             |
| 7  | Roy Jans            | Belgique | Wanty-Groupe Gobert         |    | m.t             |
| 8  | Boy van Poppel      | Pays-Bas | Trek Factory Racing         |    | m.t             |
| 9  | Yves Lampaert       | Belgique | Topsport Vlaanderen-Baloise |    | m.t             |
| 10 | Adrien Petit        | France   | Cofidis                     |    | m.t             |

## Liste des participants
- Liste de départ complète

| Légende | Légende                                                                    | Légende | Légende                                                    |
| ------- | -------------------------------------------------------------------------- | ------- | ---------------------------------------------------------- |
| Num     | Dossard de départ porté par le coureur sur ce Halle-Ingooigem              | Pos     | Position à l'arrivée de la course                          |
|         | Indique un maillot de champion national ou mondial, suivi de sa spécialité | NP      | Indique un coureur qui n'a pas pris le départ de la course |
| AB      | Indique un coureur qui n'a pas terminé la course                           | HD      | Indique un coureur qui a terminé la course hors des délais |

| Trek Factory Racing TFR | Trek Factory Racing TFR      | Trek Factory Racing TFR |
| ----------------------- | ---------------------------- | ----------------------- |
| Num                     | Coureur                      | Pos                     |
| 1                       | Stijn Devolder (BEL) (Route) | 75e                     |
| 2                       | Danilo Hondo (GER)           | 119e                    |
| 3                       | Fabio Silvestre (POR)        | 48e                     |
| 4                       | Jasper Stuyven (BEL)         | 42e                     |
| 5                       | Boy van Poppel (NED)         | 8e                      |
| 6                       |                              |                         |
| 7                       | Kristof Vandewalle (BEL)     | 90e                     |
| 8                       | Fränk Schleck (LUX)          | 88e                     |

| Lotto-Belisol LTB | Lotto-Belisol LTB         | Lotto-Belisol LTB |
| ----------------- | ------------------------- | ----------------- |
| Num               | Coureur                   | Pos               |
| 11                | Kris Boeckmans (BEL)      | 11e               |
| 12                | Stig Broeckx (BEL)        | 143e              |
| 13                | Frederik Willems (BEL)    | 136e              |
| 14                | Jens Debusschere (BEL)    | 58e               |
| 15                | Pim Ligthart (NED)        | 144e              |
| 16                | Jürgen Roelandts (BEL)    | 29e               |
| 17                | Sean De Bie (BEL)         | 151e              |
| 18                | Jonas Van Genechten (BEL) | 111e              |

| Omega Pharma-Quick Step OPQ | Omega Pharma-Quick Step OPQ    | Omega Pharma-Quick Step OPQ |
| --------------------------- | ------------------------------ | --------------------------- |
| Num                         | Coureur                        | Pos                         |
| 21                          | Kevin De Weert (BEL)           | 71e                         |
| 22                          | Iljo Keisse (BEL)              | 54e                         |
| 23                          | Nikolas Maes (BEL)             | 4e                          |
| 24                          | Gianni Meersman (BEL)          | 107e                        |
| 25                          | Serge Pauwels (BEL)            | 97e                         |
| 26                          | Pieter Serry (BEL)             | 84e                         |
| 27                          | Guillaume Van Keirsbulck (BEL) | 95e                         |
| 28                          | Thomas De Gendt (BEL)          | 125e                        |

| FDJ.fr FDJ | FDJ.fr FDJ               | FDJ.fr FDJ |
| ---------- | ------------------------ | ---------- |
| Num        | Coureur                  | Pos        |
| 31         | William Bonnet (FRA)     | 128e       |
| 32         | David Boucher (FRA)      | 150e       |
| 33         | Sébastien Chavanel (FRA) | 120e       |
| 34         | Mickaël Delage (FRA)     | 23e        |
| 35         | Arnaud Démare (FRA)      | 1er        |
| 36         | Francis Mourey (FRA)     | 145e       |
| 37         | Yoann Offredo (FRA)      | 129e       |
| 38         | Benoît Vaugrenard (FRA)  | 147e       |

| Giant-Shimano GIA | Giant-Shimano GIA     | Giant-Shimano GIA |
| ----------------- | --------------------- | ----------------- |
| Num               | Coureur               | Pos               |
| 41                | Jonas Ahlstrand (SWE) | NP                |
| 42                | Brian Bulgaç (NED)    | 110e              |
| 43                | Thomas Damuseau (FRA) | 63e               |
| 44                | Bert De Backer (BEL)  | 55e               |
| 45                | Dries Devenyns (BEL)  | 148e              |
| 46                | Thierry Hupond (FRA)  | 108e              |
| 47                | Ji Cheng (CHN)        | 118e              |
| 48                | Loh Sea Keong (MAS)   | 122e              |

| Équipe nationale de Belgique BEL | Équipe nationale de Belgique BEL | Équipe nationale de Belgique BEL |
| -------------------------------- | -------------------------------- | -------------------------------- |
| Num                              | Coureur                          | Pos                              |
| 51                               | Yannick Eijssen (BEL)            | AB                               |
| 52                               | Greg Van Avermaet (BEL)          | 14e                              |
| 53                               | Sep Vanmarcke (BEL)              | 44e                              |
| 54                               | Nick Nuyens (BEL)                | 105e                             |
| 55                               | Jens Keukeleire (BEL)            | 89e                              |
| 56                               | Ben Hermans (BEL)                | 50e                              |
| 57                               | Kevyn Ista (BEL)                 | 83e                              |
| 58                               | Klaas Lodewyck (BEL)             | AB                               |

| Topsport Vlaanderen-Baloise TSV | Topsport Vlaanderen-Baloise TSV | Topsport Vlaanderen-Baloise TSV |
| ------------------------------- | ------------------------------- | ------------------------------- |
| Num                             | Coureur                         | Pos                             |
| 61                              | Pieter Jacobs (BEL)             | 102e                            |
| 62                              | Yves Lampaert (BEL)             | 9e                              |
| 63                              | Jonas Rickaert (BEL)            | 37e                             |
| 64                              | Thomas Sprengers (BEL)          | 82e                             |
| 65                              | Edward Theuns (BEL)             | AB                              |
| 66                              | Michael Van Staeyen (BEL)       | 3e                              |
| 67                              | Jarl Salomein (BEL)             | 25e                             |
| 68                              | Pieter Vanspeybrouck (BEL)      | 32e                             |

| Wanty-Groupe Gobert WGG | Wanty-Groupe Gobert WGG   | Wanty-Groupe Gobert WGG |
| ----------------------- | ------------------------- | ----------------------- |
| Num                     | Coureur                   | Pos                     |
| 71                      | Jempy Drucker (LUX)       | 134e                    |
| 72                      | Jan Ghyselinck (BEL)      | 68e                     |
| 73                      | Jérôme Gilbert (BEL)      | 57e                     |
| 74                      | Grégory Habeaux (BEL)     | 138e                    |
| 75                      | Roy Jans (BEL)            | 7e                      |
| 76                      | Wesley Kreder (NED)       | 117e                    |
| 77                      | Björn Leukemans (BEL)     | 137e                    |
| 78                      | James Vanlandschoot (BEL) | 109e                    |

| Androni Giocattoli-Venezuela AND | Androni Giocattoli-Venezuela AND | Androni Giocattoli-Venezuela AND |
| -------------------------------- | -------------------------------- | -------------------------------- |
| Num                              | Coureur                          | Pos                              |
| 81                               | Marco Bandiera (ITA)             | AB                               |
| 82                               | Omar Bertazzo (ITA)              | 24e                              |
| 83                               |                                  |                                  |
| 84                               | Marco Frapporti (ITA)            | AB                               |
| 85                               | Johnny Hoogerland (NED) (Route)  | 70e                              |
| 86                               | Nicola Testi (ITA)               | 27e                              |
| 87                               | Kenny van Hummel (NED)           | 12e                              |
| 88                               | Andrea Zordan (ITA)              | 103e                             |

| Cofidis COF | Cofidis COF             | Cofidis COF |
| ----------- | ----------------------- | ----------- |
| Num         | Coureur                 | Pos         |
| 91          | Jérémy Bescond (FRA)    | 94e         |
| 92          | Edwig Cammaerts (BEL)   | 30e         |
| 93          | Julien Fouchard (FRA)   | 86e         |
| 94          | Adrien Petit (FRA)      | 10e         |
| 95          | Stéphane Poulhiès (FRA) | 140e        |
| 96          | Clément Venturini (FRA) | 114e        |
| 97          | Louis Verhelst (BEL)    | 6e          |
| 98          | Romain Zingle (BEL)     | 60e         |

| Roubaix Lille Métropole RLM | Roubaix Lille Métropole RLM | Roubaix Lille Métropole RLM |
| --------------------------- | --------------------------- | --------------------------- |
| Num                         | Coureur                     | Pos                         |
| 101                         | Rudy Barbier (FRA)          | 20e                         |
| 102                         | Timothy Dupont (BEL)        | 15e                         |
| 103                         | Quentin Jauregui (FRA)      | 40e                         |
| 104                         |                             |                             |
| 105                         | Romain Pillon (FRA)         | 141e                        |
| 106                         | Baptiste Planckaert (BEL)   | 5e                          |
| 107                         | Maxime Vantomme (BEL)       | 76e                         |
| 108                         | Franck Vermeulen (FRA)      | 130e                        |

| An Post-ChainReaction SKT | An Post-ChainReaction SKT | An Post-ChainReaction SKT |
| ------------------------- | ------------------------- | ------------------------- |
| Num                       | Coureur                   | Pos                       |
| 111                       | Shane Archbold (NZL)      | 16e                       |
| 112                       | Kevin Claeys (BEL)        | NP                        |
| 113                       | Sean Downey (IRL)         | 52e                       |
| 114                       | Conor Dunne (IRL)         | 139e                      |
| 115                       | Laurent Vanden Bak (BEL)  | 85e                       |
| 116                       | Aaron Gate (NZL)          | 69e                       |
| 117                       | Mark McNally (GBR)        | 59e                       |
| 118                       | Robert-Jon McCarthy (AUS) | 100e                      |

| Josan-To Win JTW | Josan-To Win JTW       | Josan-To Win JTW |
| ---------------- | ---------------------- | ---------------- |
| Num              | Coureur                | Pos              |
| 121              | Jonathan Breyne (BEL)  | 156e             |
| 122              | Angelo De Clercq (BEL) | 91e              |
| 123              | Niels De Rooze (BEL)   | 66e              |
| 124              | Dirk Finders (GER)     | 87e              |
| 125              | Niels Reynvoet (BEL)   | 35e              |
| 126              | Klaas Sys (BEL)        | 121e             |
| 127              | Ian Vansumere (BEL)    | 67e              |
| 128              | Benjamin Verraes (BEL) | 47e              |

| Sunweb-Napoleon Games SUN | Sunweb-Napoleon Games SUN    | Sunweb-Napoleon Games SUN |
| ------------------------- | ---------------------------- | ------------------------- |
| Num                       | Coureur                      | Pos                       |
| 131                       | Jim Aernouts (BEL)           | 17e                       |
| 132                       | Vinnie Braet (BEL)           | 56e                       |
| 133                       | Tim Merlier (BEL)            | 38e                       |
| 134                       | Kevin Pauwels (BEL)          | 124e                      |
| 135                       | Dieter Vanthourenhout (BEL)  | 112e                      |
| 136                       | Michael Vanthourenhout (BEL) | 49e                       |
| 137                       | Klaas Vantornout (BEL)       | 132e                      |
| 138                       | Gianni Vermeersch (BEL)      | 31e                       |

| T.Palm-Pôle Continental Wallon PCW | T.Palm-Pôle Continental Wallon PCW | T.Palm-Pôle Continental Wallon PCW |
| ---------------------------------- | ---------------------------------- | ---------------------------------- |
| Num                                | Coureur                            | Pos                                |
| 141                                | Jonathan Baratto (BEL)             | 61e                                |
| 142                                | Axel Gremelpont (BEL)              | NP                                 |
| 143                                | Guillaume Haag (BEL)               | 153e                               |
| 144                                | Alexandre Seny (BEL)               | 81e                                |
| 145                                | Glenn Van De Maele (BEL)           | 126e                               |
| 146                                | Maxime Vekeman (BEL)               | 80e                                |
| 147                                |                                    |                                    |
| 148                                | Andrew Ydens (BEL)                 | 26e                                |

| 3M MMM | 3M MMM                    | 3M MMM |
| ------ | ------------------------- | ------ |
| Num    | Coureur                   | Pos    |
| 151    | Jaap de Man (NED)         | 62e    |
| 152    | Tom Devriendt (BEL)       | 152e   |
| 153    | Egidijus Juodvalkis (LTU) | 22e    |
| 154    | Joren Segers (BEL)        | 131e   |
| 155    | Christophe Sleurs (BEL)   | 74e    |
| 156    | Jens Vandenbogaerde (BEL) | 53e    |
| 157    | Tim Vanspeybroeck (BEL)   | 41e    |
| 158    | Michael Vingerling (NED)  | 45e    |

| Stuttgart SGT | Stuttgart SGT           | Stuttgart SGT |
| ------------- | ----------------------- | ------------- |
| Num           | Coureur                 | Pos           |
| 161           | Jack Cummings (AUS)     | AB            |
| 162           | Nikodemus Holler (GER)  | 19e           |
| 163           | Kai Kautz (GER)         | 64e           |
| 164           | Alexander Krieger (GER) | 13e           |
| 165           |                         |               |
| 166           |                         |               |
| 167           | Max Walsleben (GER)     | 146e          |
| 168           |                         |               |

| Telenet-Fidea TFC | Telenet-Fidea TFC         | Telenet-Fidea TFC |
| ----------------- | ------------------------- | ----------------- |
| Num               | Coureur                   | Pos               |
| 171               | Ben Boets (BEL)           | 116e              |
| 172               | Nicolas Cleppe (BEL)      | 123e              |
| 173               | Tom Meeusen (BEL)         | 92e               |
| 174               | Daan Soete (BEL)          | 115e              |
| 175               | Thijs van Amerongen (NED) | 113e              |
| 176               |                           |                   |
| 177               | Jens Vandekinderen (BEL)  | 78e               |
| 178               | Bart Wellens (BEL)        | 77e               |

| Vastgoedservice-Golden Palace Continental VGS | Vastgoedservice-Golden Palace Continental VGS | Vastgoedservice-Golden Palace Continental VGS |
| --------------------------------------------- | --------------------------------------------- | --------------------------------------------- |
| Num                                           | Coureur                                       | Pos                                           |
| 181                                           | Jens Adams (BEL)                              | 99e                                           |
| 182                                           | Sam Lennertz (BEL)                            | 154e                                          |
| 183                                           | Nick Wynants (BEL)                            | 93e                                           |
| 184                                           | Alexander Cools (BEL)                         | 142e                                          |
| 185                                           | Kevin Peeters (BEL)                           | 43e                                           |
| 186                                           |                                               |                                               |
| 187                                           | Alphonse Vermote (BEL)                        | 96e                                           |
| 188                                           | Titte Van Laer (BEL)                          | 65e                                           |

| Veranclassic-Doltcini VER | Veranclassic-Doltcini VER | Veranclassic-Doltcini VER |
| ------------------------- | ------------------------- | ------------------------- |
| Num                       | Coureur                   | Pos                       |
| 191                       | Gorik Gardeyn (BEL)       | 46e                       |
| 192                       | Tom Goovaerts (BEL)       | 34e                       |
| 193                       | Cameron Karwowski (NZL)   | 133e                      |
| 194                       | Wouter Mol (NED)          | 33e                       |
| 195                       | Hamish Schreurs (NZL)     | 51e                       |
| 196                       | Gilles Devillers (BEL)    | 104e                      |
| 197                       | Frederik Vandewiele (BEL) | 39e                       |
| 198                       | Sascha Weber (GER)        | 18e                       |

| Verandas Willems WIL | Verandas Willems WIL    | Verandas Willems WIL |
| -------------------- | ----------------------- | -------------------- |
| Num                  | Coureur                 | Pos                  |
| 201                  | Gaëtan Bille (BEL)      | 98e                  |
| 202                  | Walt De Winter (BEL)    | 149e                 |
| 203                  | Michael Goolaerts (BEL) | 101e                 |
| 204                  | Olivier Pardini (BEL)   | 21e                  |
| 205                  | Floris Smeyers (BEL)    | 79e                  |
| 206                  | Niels Vandyck (BEL)     | 127e                 |
| 207                  | Nicolas Vereecken (BEL) | 155e                 |
| 208                  | Willem Wauters (BEL)    | 135e                 |

| Wallonie-Bruxelles WBC | Wallonie-Bruxelles WBC   | Wallonie-Bruxelles WBC |
| ---------------------- | ------------------------ | ---------------------- |
| Num                    | Coureur                  | Pos                    |
| 211                    | Frédéric Amorison (BEL)  | 73e                    |
| 212                    | Olivier Chevalier (BEL)  | 106e                   |
| 213                    | Sébastien Delfosse (BEL) | 72e                    |
| 214                    | Antoine Demoitié (BEL)   | 11e                    |
| 215                    | Boris Dron (BEL)         | AB                     |
| 216                    | Jonathan Dufrasne (BEL)  | 157e                   |
| 217                    | Loïc Pestiaux (BEL)      | 36e                    |
| 218                    | Christophe Prémont (BEL) | 28e                    |